# Péter Török
Péter Török (ur. 18 kwietnia 1951 w Budapeszcie, zm. 1987 tamże) – węgierski piłkarz grający na pozycji prawego obrońcy. W swojej karierze rozegrał 35 meczów w reprezentacji Węgier.

## Kariera klubowa
Karierę piłkarską Török rozpoczął w klubie Csepeli Papírgyár. W 1969 roku przeszedł do Vasasu Budapeszt i wówczas zadebiutował w jego barwach w pierwszej lidze węgierskiej. W 1970 roku wygrał z Vasasem Puchar Mitropa. W sezonie 1972/1973 zdobył Puchar Węgier, a w sezonie 1976/1977 wywalczył swój jedyny w karierze tytuł mistrza Węgier. Z kolei w 1982 roku po raz drugi sięgnął po Puchar Węgier. Po tym sukcesie odszedł do klubu Volán SC, w którym w 1983 roku zakończył karierę.

## Kariera reprezentacyjna
W reprezentacji Węgier Török zadebiutował 16 maja 1973 roku w przegranym 1:2 towarzyskim meczu z Niemiecką Republiką Demokratyczną. W 1978 roku został powołany do kadry na Mistrzostwa Świata w Argentynie. Na Mundialu zagrał w jednym meczu, z Argentyną (1:2). Od 1973 do 1980 roku rozegrał w kadrze narodowej 35 meczów.
| Mecze i gole w reprezentacji | Mecze i gole w reprezentacji | Mecze i gole w reprezentacji | Mecze i gole w reprezentacji | Mecze i gole w reprezentacji | Mecze i gole w reprezentacji | Mecze i gole w reprezentacji |
| #                            | Data                         | Stadion                      | Rywal                        | Wynik                        | Gol                          | Rozgrywki                    |
| 1973                         | 1973                         | 1973                         | 1973                         | 1973                         | 1973                         | 1973                         |
| ---------------------------- | ---------------------------- | ---------------------------- | ---------------------------- | ---------------------------- | ---------------------------- | ---------------------------- |
| 1.                           | 16.05.1973                   | Karl-Marx-Stadt, NRD         | NRD                          | 1:2                          | 0                            | towarzyski                   |
| 2.                           | 13.06.1973                   | Budapeszt, Węgry             | Szwecja                      | 3:3                          | 0                            | el. MŚ 1974                  |
| 3.                           | 13.10.1973                   | Kopenhaga, Dania             | Dania                        | 2:2                          | 0                            | towarzyski                   |
| 1974                         |                              |                              |                              |                              |                              |                              |
| 4.                           | 28.09.1974                   | Wiedeń, Austria              | Austria                      | 0:1                          | 0                            | towarzyski                   |
| 5.                           | 13.10.1974                   | Luksemburg, Luksemburg       | Luksemburg                   | 4:2                          | 0                            | el. ME 1976                  |
| 6.                           | 30.10.1974                   | Cardiff, Walia               | Walia                        | 0:2                          | 0                            | el. ME 1976                  |
| 7.                           | 10.11.1974                   | Warna, Bułgaria              | Bułgaria                     | 0:0                          | 0                            | towarzyski                   |
| 8.                           | 04.12.1974                   | Szolnok, Węgry               | Szwajcaria                   | 1:0                          | 0                            | towarzyski                   |
| 1975                         |                              |                              |                              |                              |                              |                              |
| 9.                           | 02.04.1975                   | Wiedeń, Austria              | Austria                      | 0:0                          | 0                            | el. ME 1976                  |
| 10.                          | 16.04.1975                   | Budapeszt, Węgry             | Walia                        | 1:2                          | 0                            | el. ME 1976                  |
| 11.                          | 07.05.1975                   | Budapeszt, Węgry             | Bułgaria                     | 2:0                          | 0                            | el. IO 1976                  |
| 12.                          | 07.06.1975                   | Sofia, Bułgaria              | Bułgaria                     | 0:4                          | 0                            | el. IO 1976                  |
| 13.                          | 10.08.1975                   | Teheran, Iran                | Iran                         | 2:1                          | 0                            | towarzyski                   |
| 1976                         |                              |                              |                              |                              |                              |                              |
| 14.                          | 30.04.1976                   | Lozanna, Szwajcaria          | Szwajcaria                   | 1:0                          | 0                            | towarzyski                   |
| 15.                          | 22.05.1976                   | Budapeszt, Węgry             | Francja                      | 1:0                          | 0                            | towarzyski                   |
| 16.                          | 26.05.1976                   | Budapeszt, Węgry             | ZSRR                         | 1:1                          | 0                            | towarzyski                   |
| 17.                          | 12.06.1976                   | Budapeszt, Węgry             | Austria                      | 2:0                          | 0                            | towarzyski                   |
| 18.                          | 08.09.1976                   | Sztokholm, Szwecja           | Szwecja                      | 1:1                          | 0                            | towarzyski                   |
| 19.                          | 09.10.1976                   | Pireus, Grecja               | Grecja                       | 1:1                          | 0                            | el. MŚ 1978                  |
| 20.                          | 13.10.1976                   | Wiedeń, Austria              | Austria                      | 4:2                          | 0                            | towarzyski                   |
| 1977                         |                              |                              |                              |                              |                              |                              |
| 21.                          | 09.02.1977                   | Lima, Peru                   | Peru                         | 2:3                          | 0                            | towarzyski                   |
| 22.                          | 27.03.1977                   | Alicante, Hiszpania          | Hiszpania                    | 1:1                          | 0                            | towarzyski                   |
| 23.                          | 30.04.1977                   | Budapeszt, Węgry             | ZSRR                         | 2:1                          | 0                            | el. MŚ 1978                  |
| 24.                          | 18.05.1977                   | Tbilisi, ZSRR                | ZSRR                         | 0:2                          | 0                            | el. MŚ 1978                  |
| 25.                          | 28.05.1977                   | Budapeszt, Węgry             | Grecja                       | 3:0                          | 0                            | el. MŚ 1978                  |
| 26.                          | 05.10.1977                   | Budapeszt, Węgry             | Jugosławia                   | 4:3                          | 0                            | towarzyski                   |
| 27.                          | 29.10.1977                   | Budapeszt, Węgry             | Boliwia                      | 6:0                          | 0                            | el. MŚ 1978 - baraż          |
| 1978                         |                              |                              |                              |                              |                              |                              |
| 28.                          | 15.04.1978                   | Budapeszt, Węgry             | Czechosłowacja               | 2:1                          | 0                            | towarzyski                   |
| 29.                          | 24.05.1978                   | Londyn, Anglia               | Anglia                       | 1:4                          | 0                            | towarzyski                   |
| 30.                          | 02.06.1978                   | Buenos Aires, Argentyna      | Argentyna                    | 1:2                          | 0                            | MŚ 1978                      |
| 1979                         |                              |                              |                              |                              |                              |                              |
| 31.                          | 28.03.1979                   | Budapeszt, Węgry             | NRD                          | 3:0                          | 0                            | towarzyski                   |
| 32.                          | 04.04.1979                   | Chorzów, Polska              | Polska                       | 1:1                          | 0                            | towarzyski                   |
| 33.                          | 02.05.1979                   | Budapeszt, Węgry             | Grecja                       | 0:0                          | 0                            | el. ME 1980                  |
| 34.                          | 19.05.1979                   | Tbilisi, ZSRR                | ZSRR                         | 2:2                          | 0                            | el. ME 1980                  |
| 1980                         |                              |                              |                              |                              |                              |                              |
| 35.                          | 26.03.1980                   | Budapeszt, Węgry             | Polska                       | 2:1                          | 0                            | towarzyski                   |